# Berlin Ostkreuz
Berlin Ostkreuz (niem. dosł. Berlin Krzyż Wschodni) – przesiadkowa stacja berlińskiej szybkiej kolei miejskiej S-Bahn i stacja kolei regionalnej  w dzielnicy Berlina Friedrichshain na skrzyżowaniu Stadtbahn oraz kolei obwodowej.
Jest to najbardziej uczęszczany dworzec w całej sieci S-Bahn, codziennie ponad 100 000 pasażerów przesiada się na tym dworcu między dziewięcioma liniami.

## Historia
Dworzec został otwarty w 1882 pod nazwą Stralau-Rummelsburg, zastępując położony wyłącznie na kolei obwodowej dworzec Boxhagen-Stralau. W 1895-1896 dodano dwa kolejne perony, a w 1903 jeszcze jeden peron i budynek wejściowy (później wyburzony), zaś w 1933 otrzymał obecną nazwę. Od 1928 przez dworzec jeździ kolej elektryczna S-Bahn.

## Perony
Na dworcu czynne są obecnie cztery perony z niegdysiejszych sześciu:
- peron A przy łącznicach między Stadtbahn i koleją obwodową
- nieczynne perony B i C – zewnętrzne perony koło peronu A
- perony D i E, na położonej na dolnym poziomie linii Stadtbahn
- peron F, na położonej na górnym poziomie linii obwodowej

W kolejowym spisie nazw stacja nosi skrót BOK z wariantami BOK F, BOK D i BOK E na określenie poszczególnych peronów.
Peron F znajduje się na wiadukcie poprzecznym do peronów Stadtbahn D i E, zaś peron A służył zarówno południowej, jak i północnej łącznicy. Północna łącznica została w 1994 wyłączona z ruchu, gdyż nie była w pełni bezkolizyjna, w przyszłości planuje się jej rozbiórkę. Zarówno przy południowej jak i północnej łącznicy znacznie wcześniej czynny był tylko jeden peron, gdyż zewnętrzne perony zamknięto w 1966 i 1970 ze względu na ich zły stan, odtąd na łącznicach mogły zatrzymywać się jedynie pociągi nadjeżdżające z południowej części kolei obwodowej względnie jadące w kierunku jej północnej części. Planuje się rozbiórkę peronu A w czasie renowacji dworca.

## Plany przebudowy

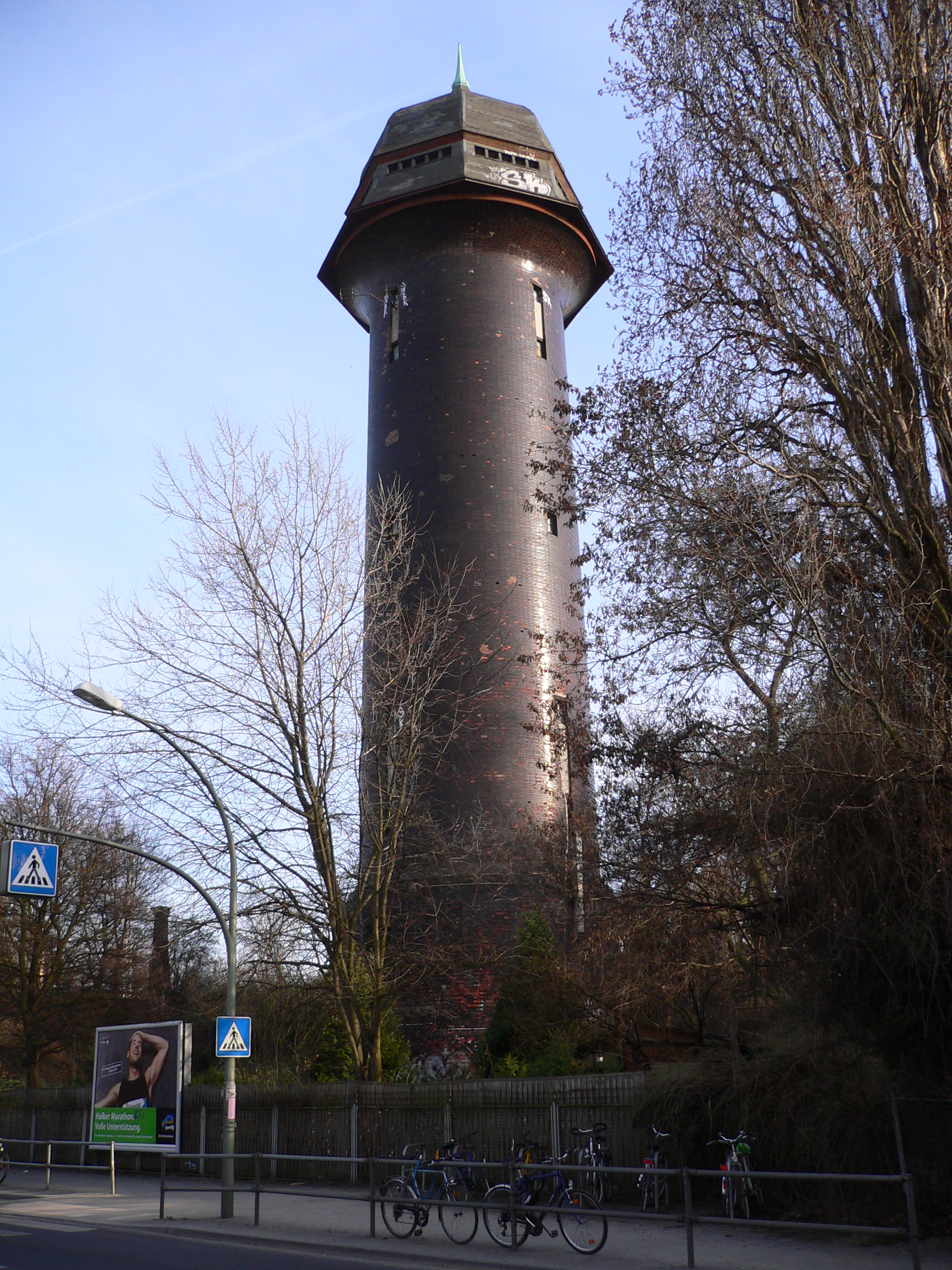
Wieża wodna koło Ostkreuz

Od wielu lat dworzec Ostkreuz znajduje się w fatalnym stanie technicznym i wymaga remontu. Już od początku XX wieku pojawiały się plany jego przebudowy, także w 1937 i za czasów NRD zamierzano przebudować niewygodne schody i przejścia na dworcu. Ze względu na wysoki stopień komplikacji koniecznych robót i brak funduszy renowacja była odkładana, tak że dworzec zyskał sobie przydomek Rostkreuz (niem. Rdzawy krzyż). Obecnie dworzec znajduje się częściowo pod ochroną zabytków, zatem wszelkie przebudowy będą musiały uwzględnić zachowanie historycznie wartościowych części.
Przebudowa będzie właściwie stanowić budowę od podstaw, jednak cały czas musi być zachowany ruch pociągów, przez co będzie trwała przez wiele lat; przyjęty poprzednio termin wyznaczony na rok 2016 nie został dotrzymany. Planuje się budowę dwóch hal peronowych: jednej nad peronem kolei obwodowej, a drugiej przy nowym peronie, służącym pociągom regionalnym. Oba perony S-Bahn w ciągu Stadtbahn mają zostać przebudowane tak, aby obie krawędzie peronowe przy każdym z nich służyły liniom w tych samych kierunkach – przy północnym peronie na zachód (do centrum miasta), przy południowym zaś na wschód. W tym celu na wschód od Rummelsburga powstanie wiadukt umożliwiający bezkolizyjne połączenie linii z Dworca Lichtenberg i z Erkneru. Obecnie pociągi na linii do/z Erkneru i do/z Strausberg, Ahrensfelde i Wartenberg korzystają z różnych peronów. Podczas przebudowy zostanie zrealizowany także tunel dla planowanego przedłużenia autostrady A100.